# Sterlina di Guernsey
Il pound o sterlina è la valuta di Guernsey. Dal 1921, Guernsey è in unione monetaria con il Regno Unito e la sterlina di Guernsey non è una valuta separata ma è l'emissione locale di monete e banconote in sterline, in modo simile alle banconote emesse in Scozia ed in Irlanda del Nord. Può essere cambiata liberamente con le altre monete e banconote in sterline (cfr. Area della sterlina).
Per questo motivo ISO 4217 non prevede un codice di valuta separato per la sterlina di Guernsey, ma quando c'è necessità di un codice diverso si usa GGP.

## Storia
Fino agli inizi del XIX secolo Guernsey usava principalmente monete francesi. Nel 1830 Guernsey iniziò la produzione di monete di rame denominate double (pl. doubles. Il double era valutato 1/80 del franco francese. Il name "double" derivava dal francese "double denier", anche se in realtà il valore era uguale al liard, la vecchia moneta francese da 3 denier che era ancora in circolazione. Furono emesse monete da 1, 2, 4 ed 8 double. La moneta da 8 double era il "Guernsey penny", e dodici penny costituivano il "Guernsey shilling" (dal valore di 1,2 franchi). Tuttavia questo scellino non era uguale allo scellino britannico che valeva 1,26 franchi dato che il tasso di cambio era di 25,22 franchi = 1 sterlina britannica. Per questo motivo la sterlina di Guernsey, che valeva 25,2 franchi, era composta da 21 scellini di Guernsey. Dopo il 1827 gli States of Guernsey (il parlamento locale) emisero banconote in pound. Nel 1914 furono stampate anche nuove banconote che riportavano il valore in scellini (di Guernsey) ed in franchi.
Nel 1921 Guernsey adottò come propria valuta una sterlina uguale a quella britannica, aumentando quindi il valore del double da 1/2016 ad 1/1920 di pound. Le emissioni di banconote della prima guerra mondiale furono sovrastampate con la parola "British" per indicare questo cambiamento. Nuove banconote e le monete d'argento britanniche circolarono accanto alle monete in double ed una moneta da 3 penny fu coniata specificamente per Guernsey dal 1956, nonché una speciale a quattro lati da 10 penny che fu coniata nel 1966, nel 900simo anniversario della conquista normanna.
Nel 1971, assieme alle altre isole britanniche, Guernsey introdusse la decimalizzazione, coniando una sterlina divisa in 100 penny ed iniziò ad emettere un insieme completo di monete da ½p a 50p (le monete £1 e £2 furono emesse in seguito).

## Circolazione della valuta
La sterlina di Guernsey, come le altre banconote in sterline (comprese quelle della Bank of England, le banconote scozzesi e nordirlandesi, nonché la sterlina di Jersey) possono essere usate a Guernsey. Alcuni negozi accettano anche i biglietti in euro, mentre le altre valute possono essere cambiate nei bureaux de change. La sterlina di Guernsey ha corso legale solo a Guernsey ma circola anche a Jersey. Può essere comunque cambiata anche in altri posti tramite banche o cambiavalute.

## Monete
Tra il 1830 ed il 1956 le quattro denominazioni (da 1, 2, 4 ed 8 double) avevano tutte lo stesso disegno, con le armi dell'isola ed il nome (scritto Guernesey, secondo la grafia francese) sul diritto e l'indicazione del valore e la data sul rovescio. Inoltre la moneta da 8 double recava una corona d'alloro su entrambi i lati.
Nel 1956 furono introdotti dei nuovi tipi per i valori da 4 ed 8 double (i valori più bassi non furono più prodotti). Queste nuove monete presentavano al dritto le armi dell'isola ed intorno la legenda S'Ballivie Insule de Gernereve, mentre al rovescio c'era il nome ora in inglese, con la data ed il giglio di Guernsey (Nerine sarniensis).
Nel 1956 fu coniata anche una moneta da 3 penny con lo stesso diritto e la mucca di Guernsey al rovescio. In particolare la monete non ha il bordo circolare, ma ondulato.
Nel 1966 fu coniata una moneta da 10 penny nel 9º centenario della conquista dell'Inghilterra da parte dei duchi normanni. La regina Elisabetta è infatti capo di Stato nell'isola con il titolo di Duca di Normandia. La moneta ha quattro lati e gli angoli arrotondati. Fu coniata sperimentalmente come modello per la moneta da 50p britannica, ma poi fu deciso di coniare questo valore con una moneta a 7 lati. Di conseguenza questa moneta ha circolato solo per 3 anni.
Come anche nel Regno Unito, le monete da 5 e 10 nuovi penny furono immesse nel 1968 e quella da 50 nuovi penny nel 1996, prima che la decimalizzazione fosse ufficialmente completata nel 1971 quando furono introdotti anche i valori da ½, 1 e 2 nuovi penny. Queste monete avevano le stesse dimensioni e leghe delle corrispondenti monete della sterlina britannica. Il valore era indicato con la parola new (nuovo) per creare una discontinuità con le monete precedenti. Il termine fu eliminato dal 1977. La moneta da una sterlina fu introdotta nel 1981, due anni prima della sua introduzione nel Regno Unito, mentre le monete da 20p e da 2£ furono introdotte contemporaneamente al Regno Unito, rispettivamente nel 1982 e 1998.
La prima monetazione decimale continuò ad usare gli stessi tipi della monetazione precedente, con lo stemma di Guernsey al diritto, fino al 1985.
Dopo questa data al diritto fu posto il ritratto di Elisabetta II eseguito da Raphael Maklouf. Nel 1988 fu sostituito dal ritratto eseguito da Ian Rank-Broadley.
I tipi sul rovescio delle monete sono:
| Valore | 1968-1984                                        | 1985-                   |
| ------ | ------------------------------------------------ | ----------------------- |
| ½p     | Numerale                                         |                         |
| 1p     | Sula                                             | Granchio                |
| 2p     | Mulino a vento                                   | Mucca di Guernsey Mucca |
| 5p     | Giglio di Guernsey (Nerine sarniensis)           | Yacht                   |
| 10p    | Mucca di Guernsey                                | Pomodori                |
| 20p    | Contenitore del latte di Guernsey                | Ingranaggio e mappa     |
| 50p    | Copricapo del duca di Normandia                  | Freesia di Guernsey     |
| £1     | Giglio di Guernsey (1981) H.M.S. Crescent (1983) | Disegno astratto        |
| £2     |                                                  | Bandiera                |

## Banconote
Nel 1827 gli States of Guernsey introdussero la banconota da 1 sterlina tramite la Guernsey Banking Company e la Guernsey Commercial Banking Company che emisero di nuovo banconote da una sterlina rispettivamente nel 1861 e nel 1886.
Le banche commerciali persero il loro diritto ad emettere banconote nel 1914, anche se queste circolarono fino al 1924. Sempre nel 1914 gli States introdussero dei biglietti ad 5 e 10 scellini che recavano anche l'indicazione di 6 e 12 franchi.
Nel 1921 le banconote degli States furono sovrastampate con la parola "British" per indicare la conversione dell'isola ad una sterlina uguale a quella britannica. Dal 1924 i biglietti da 10 scellini furono emessi senza alcun riferimento al franco. L'emissione del biglietto da 5 scellini fu interrotta.
Nel 1941, in seguito all'occupazione tedesca, furono introdotte banconote dai valori di 6 penny, 1 scellino e 3 penny, 2 scellini e 6 nelli e di 5 scellini. Dal 1942 le banconote da 1 scellino e 3 penny furono sovrastampate per produrre le banconote da 1 scellino. Nel 1945, dopo la liberazione, furono introdotte banconote da 5 sterline e tutte le denominazioni inferiori ai dieci scellini uscirono di circolazione.
La banconota da 10 scellini fu sostituita dalla moneta da 50 nuovi penny nel corso della decimalizzazione. La banconota da 10 sterline fu introdotta nel 1975, quella da 20 nel 1980 e quella da 50 nel 1994. Anche dopo l'introduzione delle monete da 1 e 2 sterline, la banconota da 1 sterlina è rimasta in circolazione.
| Banconote circolanti | Banconote circolanti | Banconote circolanti | Banconote circolanti                        | Banconote circolanti                                                                     |
| Denominazione        | Dimensioni           | Colore dominante     | Dritto                                      | Rovescio                                                                                 |
| -------------------- | -------------------- | -------------------- | ------------------------------------------- | ---------------------------------------------------------------------------------------- |
| £1                   | 128 x 65 mm          | Verde                | Il mercato, St Peter Port                   | Daniel De Lisle Brock, Balivo di Guernsey 1762-1842, La Royal Court, St Peter Port, 1840 |
| £5                   | 137 x 70 mm          | Rosa                 | Regina Elizabetta II, Town Church           | Fort Grey, Faro di Hanois 1862                                                           |
| £10                  | 142 x 75 mm          | Blue/Arancio         | Regina Elizabetta II, Elizabeth College     | Saumarez Park, Les Niaux Watermill, Le Trepid Dolmen                                     |
| £20                  | 150 x 80 mm          | Rosa                 | Regina Elizabetta II, St James Concert Hall | Vale Castle, St Sampson's Church                                                         |
| £50                  | 156 x 85 mm          | Marrone              | Regina Elizabetta II, Royal Court House     | Point de la Mare, StLa Gran'mère, Letter of Marque, St Andrew's Church                   |